# 1947 en football
Cet article présente les faits marquants de l'année 1947 en football.

## Chronologie
- 23 mars : au Stade olympique Yves-du-Manoir de Colombes, l'équipe de France s'impose 1-0 face à l'équipe du Portugal.
- 26 avril : Charlton Athletic remporte la Coupe d'Angleterre face à Burnley FC, 1-0.
- 3 mai : à Londres, l'équipe d'Angleterre s'impose 3-0 face à l'équipe de France.
- 11 mai : le Lille OSC remporte la Coupe de France face au RC Strasbourg, 2-0.
- 26 mai : au Stade olympique Yves-du-Manoir de Colombes, l'équipe de France s'impose 4-0 face à l'équipe des Pays-Bas.
- 1er juin : au Stade olympique Yves-du-Manoir de Colombes, l'équipe de France s'impose 4-2 face à l'équipe de Belgique.
- 8 juin : à Lausanne, l'équipe de Suisse s'incline 1-2 face à l'équipe de France.
- 15 juin :
  - Au stade Vélodrome à Casablanca, le Wydad AC remporte la Coupe d'Ouverture de la Saison après sa victoire face à CA Casablanca, 2-1.
  - Création du club algérien le Nasr Athletic d'Hussein Dey.
- 21 septembre : au stade Philip à Casablanca, l'US Athlétique remporte la Supercoupe du Maroc face a l'ASPTT Casablanca sur le score de 5-1.
- 2 novembre : 
  - Au Stade Philip à Casablanca, le Wydad AC remporte la Coupe de la Ligue du Chaouïa après sa victoire en finale face a l'US Marocaine, 3-2.
  - Au stade municipal d'Alger à Alger, l'équipe du Maroc remporte le tournoi inter-ligues de l'ULNA devant l'équipe d'Alger sur le score de 2-1.
- 23 novembre : à Lisbonne, l'équipe du Portugal s'incline 2-4 face à l'équipe de France.

## Champions nationaux
- Liverpool FC est champion d'Angleterre.
- Le RSC Anderlecht remporte son premier championnat de Belgique.
- Le FC Valence est champion d'Espagne.
- Les Rangers FC sont champions d'Écosse.
- Le CO Roubaix-Tourcoing est champion de France.
- Le Torino FC est sacré champion d'Italie.
- L'US Athlétique est champion du Maroc.
- Le CA Tunis est champion de Tunisie.

## Naissances
Plus d'informations : Liste d'acteurs du football nés en 1947.
- 25 janvier : Tostão, footballeur brésilien.
- 2 mars : Harry Redknapp, footballeur puis entraîneur anglais.
- 8 mars : Florentino Pérez, dirigeant de club espagnol.
- 6 avril : Oswaldo Piazza, footballeur puis entraîneur argentin.
- 25 avril : Johan Cruyff, footballeur puis entraîneur néerlandais († 2016).
- 3 juillet : Rob Rensenbrink, footballeur néerlandais.
- 13 juillet : François M'Pelé, footballeur congolais.
- 28 août : Emlyn Hughes, footballeur puis entraîneur anglais.
- 3 septembre : Gérard Houllier, entraîneur français.
- 8 septembre : Jean-Michel Larqué, footballeur puis entraîneur français.
- 23 octobre : Kazimierz Deyna, footballeur polonais.
- 26 octobre : Dominique Baratelli, footballeur français.
- 28 octobre : Henri Michel, footballeur puis entraîneur français († 2018).
- 9 août : Roy Hodgson, footballeur puis entraîneur anglais.
- 27 septembre : Dick Advocaat, footballeur puis entraîneur néerlandais.

## Décès
- 20 août : décès à 65 ans d'Albert Henderson, international canadien ayant remporté la médaille d'or aux Jeux olympiques 1904.
- 2 décembre : Johnny Campbell, joueur écossais.

## Liens
- RSSSF : Tous les résultats du monde